# 光式2.2型
福田 光式2.2型
- 用途：練習用グライダー
- 分類：中級滑空機
- 設計者：葉啓聴
- 製造者：福田軽飛行機、東京軽飛行機研究所など
- 運用者

  - 航空機乗員養成所
  - 大日本飛行協会
  - 大日本帝国海軍
  - 大日本帝国陸軍
  - 大阪青年グライダークラブ
  - 文部省・各学校など
- 初飛行：1942年
- 運用状況：退役

光式2.2型（ひかりしき2.2がた）は、日本の福田軽飛行機が開発したグライダー。機体名は「光式2.2型」の他に「光式2・2型」などとも表記される。

## 概要
1940年（昭和15年）、福田は葉啓聴技師の手によってセカンダリー・グライダー（中級滑空機）である光式2.2型を設計し、1942年（昭和17年）10月中頃になって実機を完成させた。光式2.2型は多数が生産され、航空局航空機乗員養成所や大日本飛行協会などに加えて、日本大学や金沢高等工業学校といった学校でも滑空訓練に使用された。1943年（昭和18年）12月には文部省によって、学校による購入時に費用の半額を負担する補助金の交付が始められている。また、日本海軍においては練習用滑空機「若草」とともに土浦海軍航空隊などで練習機として用いられ、海軍の他に日本陸軍でも運用されたことがあった。
太平洋戦争の終戦を経て、連合国軍最高司令官総司令部（GHQ）が日本へ発していたいわゆる航空禁止令が解除された直後の1952年（昭和27年）5月には、大阪青年グライダークラブがいち早く再生産された光式2.2型を飛行させている。また、グライダーの飛行再開に際して文部省が1955年（昭和30年）夏に開催した製作講習会でも、光式2.2型が使用された。戦後に新たに設計されたグライダーが各種登場する中で、光式2.2型の製造は1950年代後半に至っても東京軽飛行機研究所などで続けられ、同時期の日本における代表的なセカンダリーとなった。また、葉技師によって改良型の東飛式MA型も設計され、こちらも東京軽飛行機によって4機が製作されている。その後、これらはより初歩教育に適した複座のセカンダリーへと置き換えられていった。
弱風下での飛行に適した単座機であり、各部の構造は初級滑空機に近い木材を用いたものだが、初級滑空機とは主翼の翼幅や支持方式、操縦席が木製骨組に羽布張りの整流用ナセルに覆われていることなどの差異がある。主翼は外翼にテーパーがつけられており、V字型の支柱によって支えられている。胴体は前部と後部に分解することができ、前部胴体の下面には、緩衝用のゴム塊を介して降着装置となる橇が取り付けられている。価格は、1943年12月の時点では1機1,500円だった。

## 諸元
出典：『日本グライダー史』 210頁、『滑空機の理論と実際』 215,216頁。
- 全長：6.2 m
- 全幅：12.0 m
- 全高：1.6 m
- 主翼面積：16.0 m2
- 自重：115 kg
- 全備重量：175 kg[4]あるいは180 kg[26]
- 最良滑空速度：50.2 km/h
- 翼面荷重：11.0 kg/m2
- 乗員：1名[18]